# Josef Míča
Josef Míča (22. července 1826 Kněžičky – 1907 Žehušice?) byl český stavitel a architekt přelomu 19. a 20. století. Působil převážně na chlumeckém panství šlechtického rodu Kinských. Pro jeho tvorbu byl charakteristický styl novogotiky.

## Dílo
V areálu zámku Karlova Koruna v Chlumci nad Cidlinou:
- stavební úprava zámecké oranžerie (zřejmě 1856) - Josef Míča mj. doplnil okenní a dveřní otvory bohatými kružbami a dal tak původně empírové oranžerii novogotický charakter
- stavební úprava průčelí zámecké knihovny v jižním křídle tzv. Tereziánského traktu zámku - zde autorství Josefa Míči není zcela prokázáno
- proměna zámeckého parku na krajinářský park v anglickém stylu (60. léta 19. století) - zanikla tzv. Převýšovská alej, původně směřující od zámku k ulici na Převýšov, a severní Vlkovská alej byla částečně odstraněna a částečně zakřivena, zůstala zachována alej směrem do města a park byl také směrem k městu významně rozšířen
- tři brány (Chlumecká, Převýšovská a Vlkovská) v oplocení zámeckého parku - široké vjezdy s bočními průchody a cimbuřím (novogotika)
- novogotická výklenková kaplička při Chlumecké bráně zámeckého parku
- domek služebnictva čp. 10 při nové císařské silnici - dům se středním rizalitem a nízkým trojúhelníkovým štítem s obloučkovými vlysy (adresa Pražská 10, slouží jako hotel)

V Oboře Kněžičky Josef Míča přestavěl forštovnu u loveckého zámečku Neugebau.
V sakrální architektuře se Josef Míča zaměřoval především na přestavby typických bezvěžových vesnických kostelů chlumeckého panství:
- kostel svatého Jana Křtitele ve Vlkově nad Lesy (1857) - původně gotický kostel zůstal zachován, Josef Míča jej ale rozšířil o dvě boční lodě, celé trojlodí i presbytář a zvonové patro věže dostaly novogotická okna, věž byla zastřešena novogotickou jehlancovou střechou[5][nenalezeno v uvedeném zdroji]
- kostel Narození Panny Marie v Choťovicích (1860) - novogotická úprava raně barokního kostela, oblouková dvojokna svázaná zalamovanou římsou (prvek anglické gotiky), oblouková trojokna ve zvonovém patře věže, věž zakončena stupňovitými štíty a nárožními věžičkami[5]
- kostel svatého Petra a Pavla v Babicích (1873–1874) - věž na západní straně je pravděpodobně jen část zamýšleného dvouvěžového průčelí, věž je členěna obloučkovými lizénovými rámy a završena vysokými štíty a osmibokým jehlancem (na rozdíl od ostatních Míčových staveb, které jsou v novogotickém duchu, je přestavba babického kostela zřejmě inspirována románskými dómy z německého Porýní)
- kostel svatého Filipa a Jakuba v Mlékosrbech (1882) - přístavba západní věže, úprava fasád, stylové sjednocení hrobky s kostelem, typické novogotické prvky (profilované štukové špalety půlkruhových oken v lodi a kruhových v presbytáři, obloučkové vlysy)

Městské a průmyslové stavby:
- bývalá Hillerova strojírna v Chlumci nad Cidlinou
- přestavba a rozšíření obecní školy v Chlumci nad Cidlinou (křižovatka Palackého a Rooseveltovy, budova po zřízení Paláce škol sloužila jako synagoga)

Zcela samostatnou kapitolou v Míčově tvorba je návrh projektu radnice v Novém Bydžově. Vznikla zde jedna z nejvýznamnějších novogotických městských staveb na českém území. Městská obec tímto stylovým vyjádřením zřejmě chtěla připomenout bohatou středověkou minulost královského věnného města.
Mimo Pocidliní je Josef Míča autorem přestavby Thunovského paláce v Praze na Malé Straně (po jistou dobu působil také jako thunovský dvorní architekt).

## Galerie

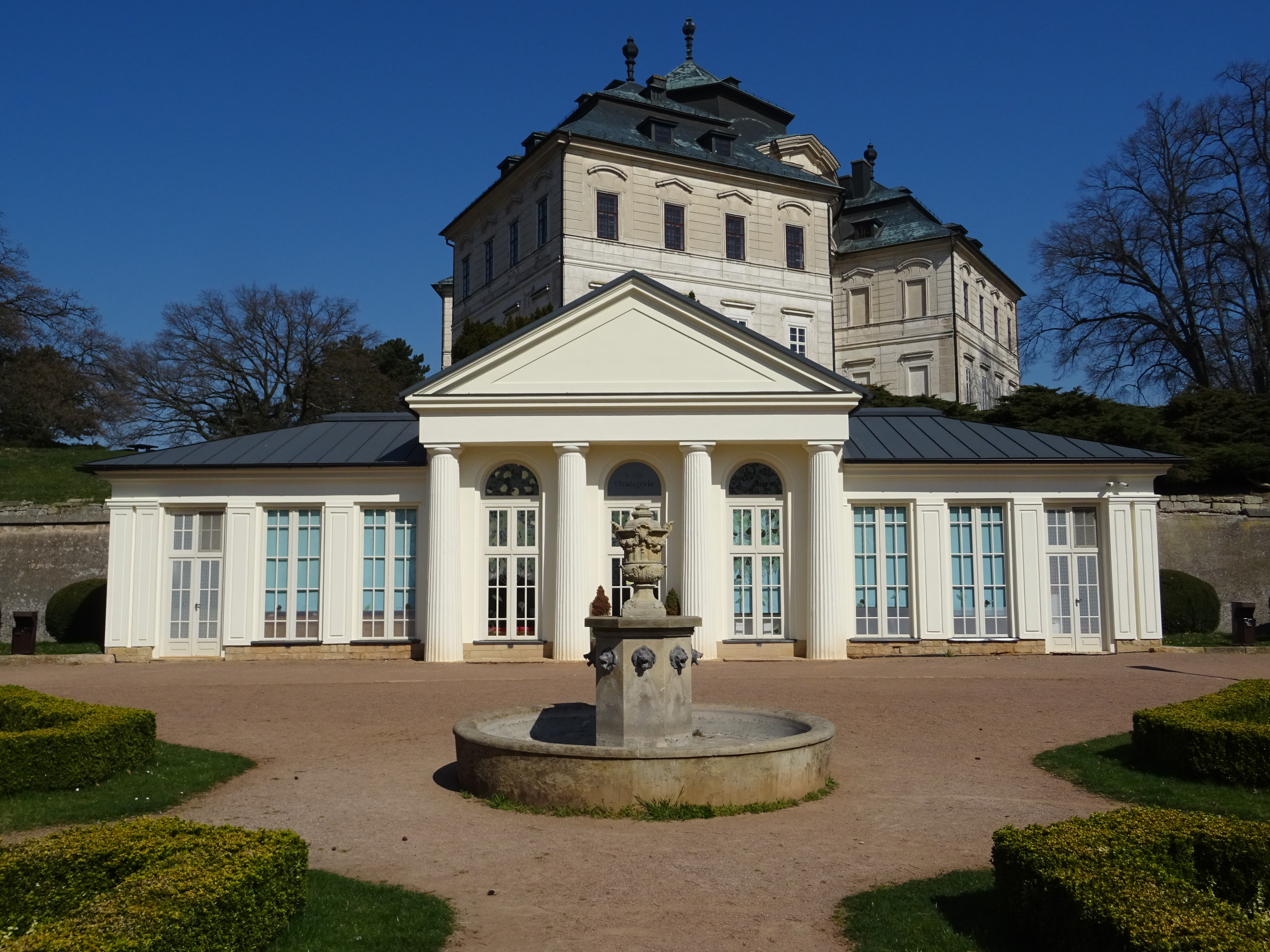
Oranžerie zámku Karlova Koruna - Míčovy novogotické úpravy již nejsou patrné
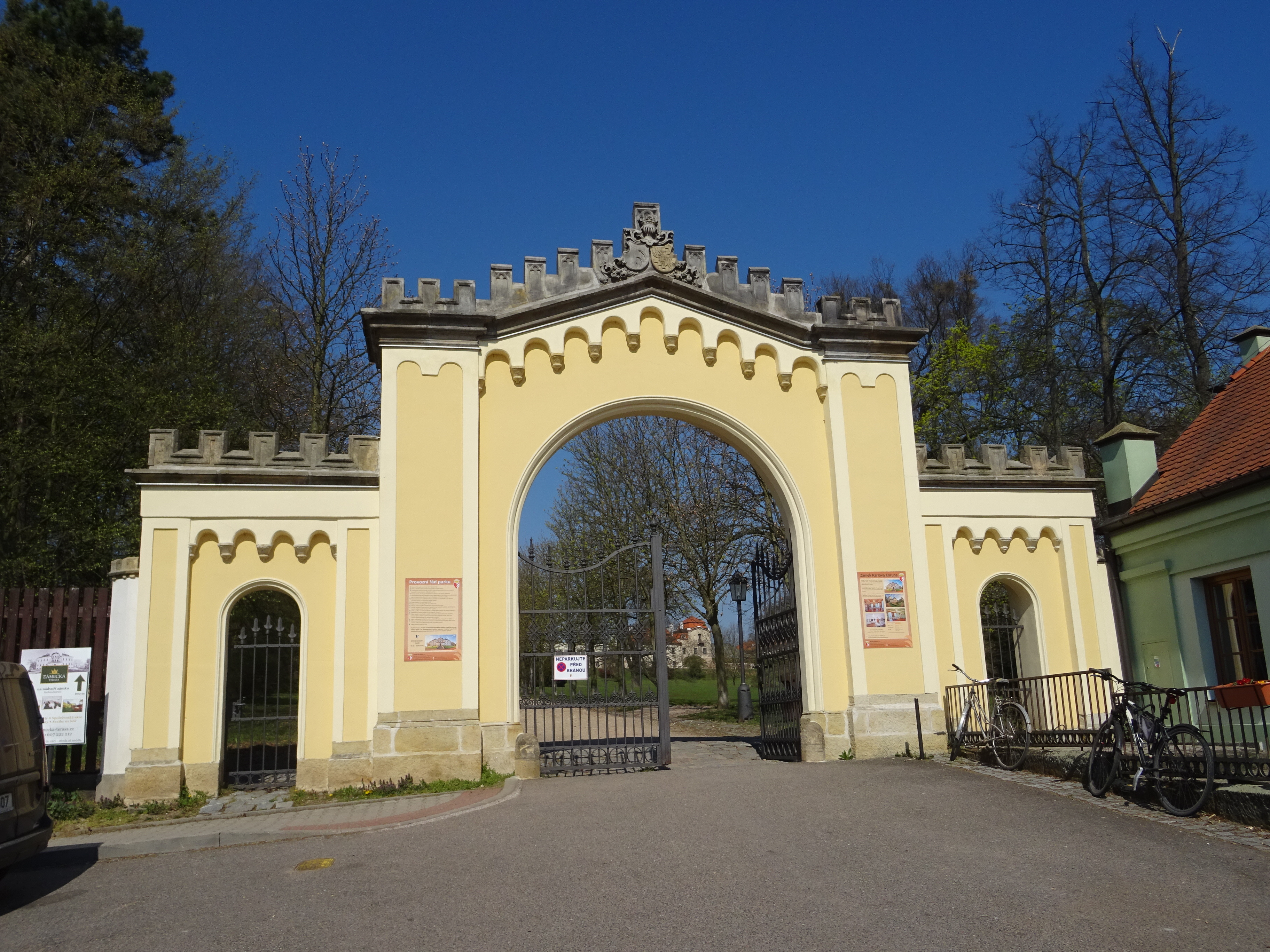
Zámecký park Karlova Koruna - Chlumecká brána
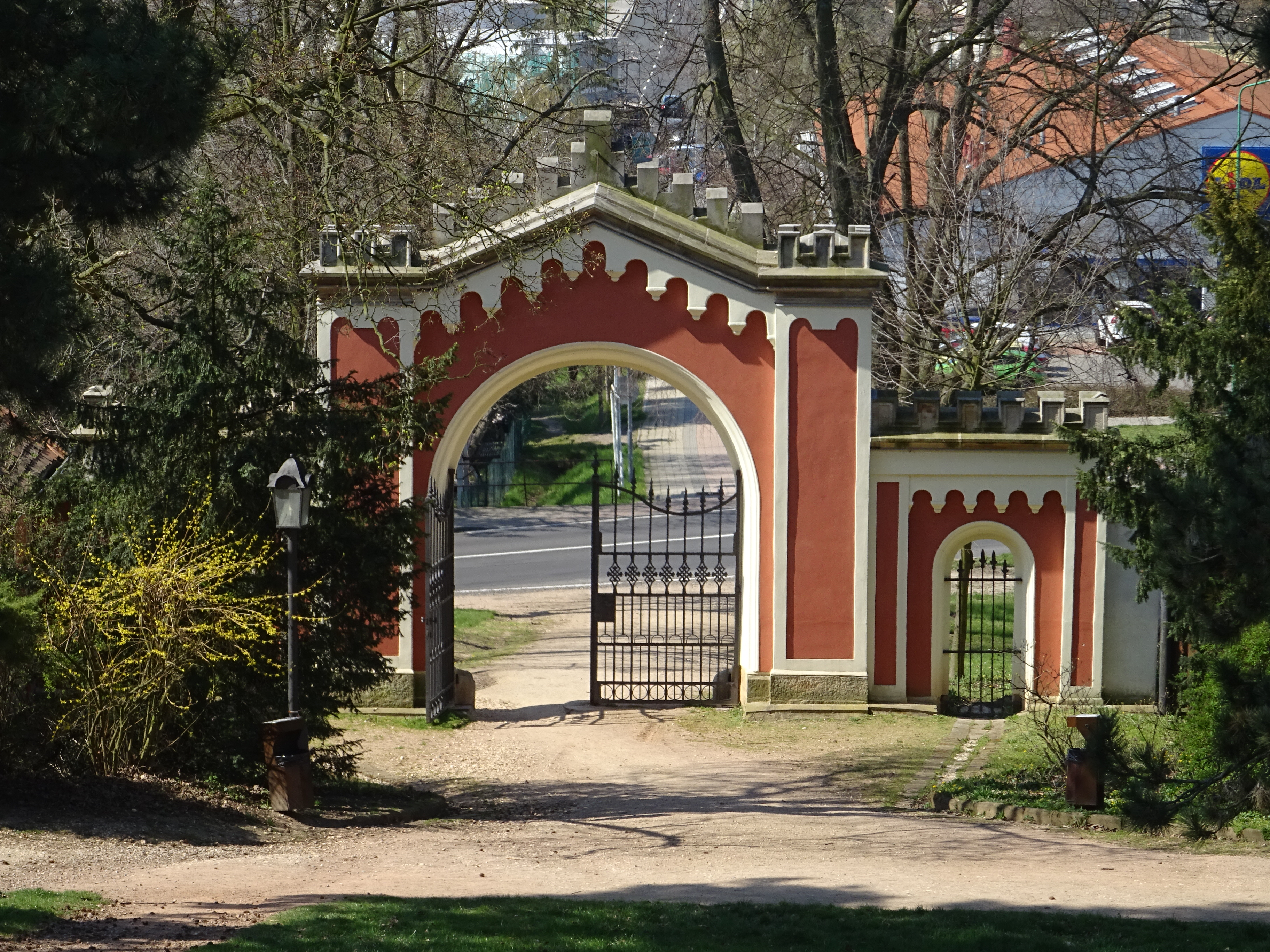
Zámecký park Karlova Koruna - Převýšovská brána
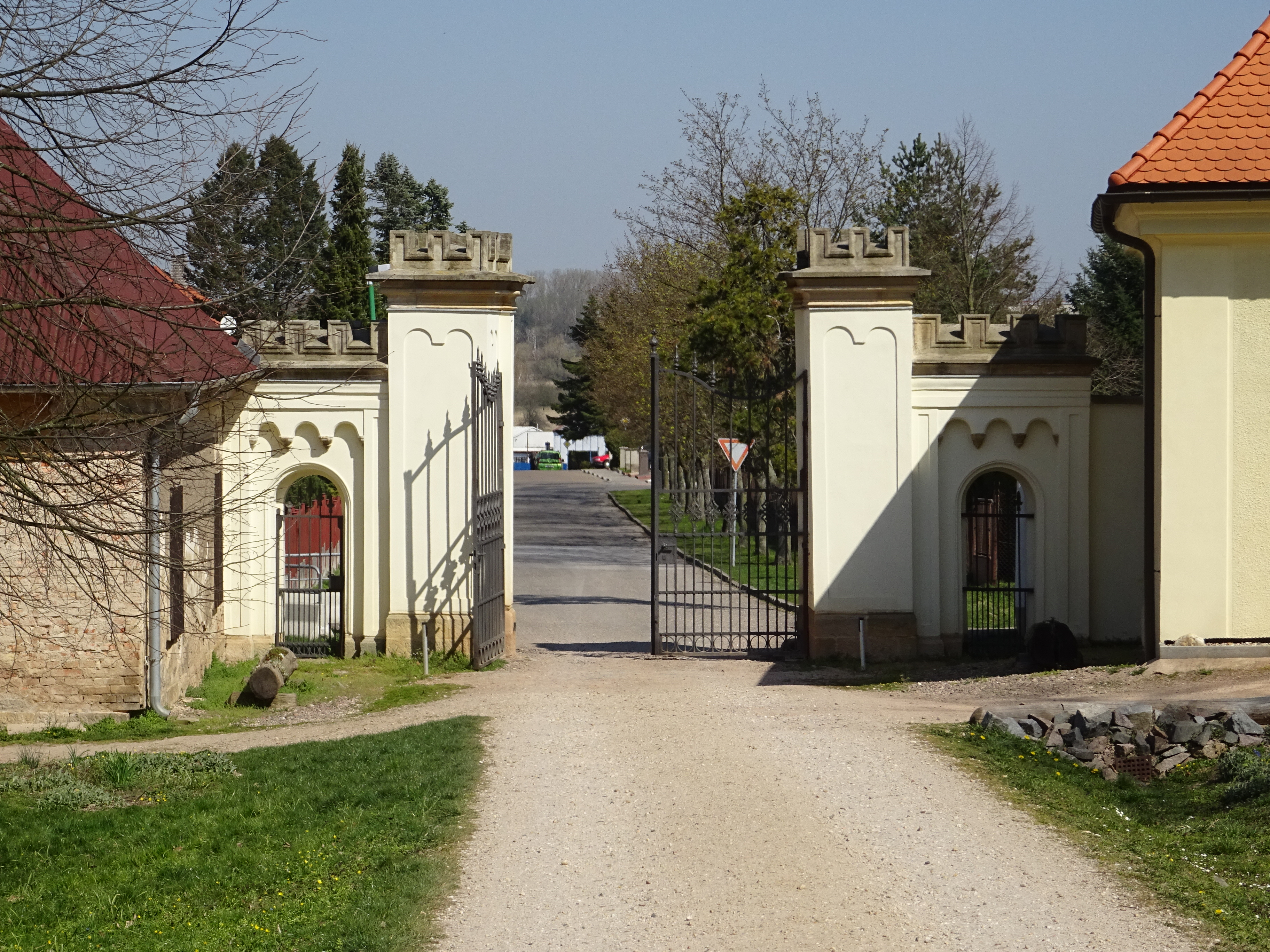
Zámecký park Karlova Koruna - Vlkovská brána
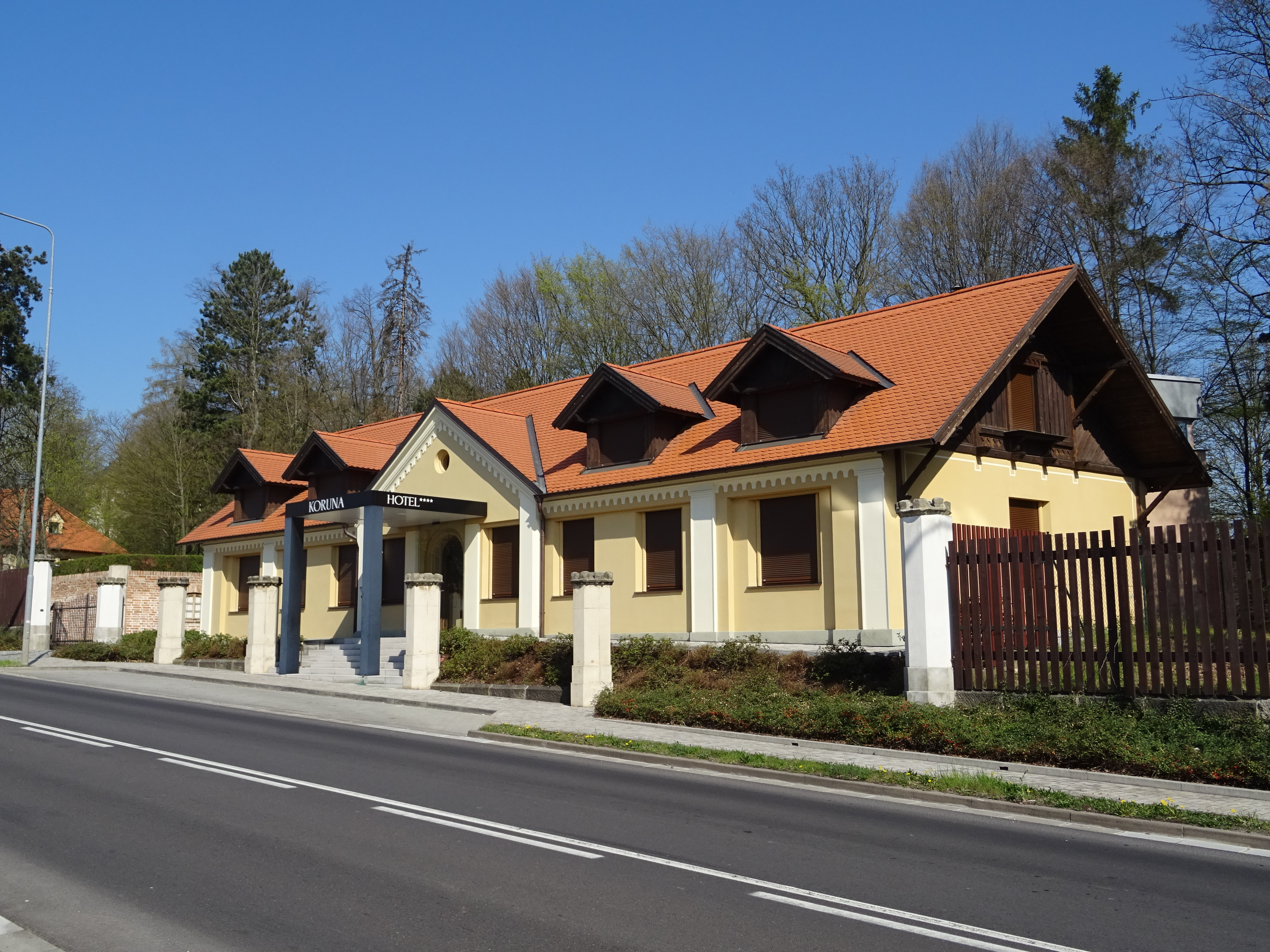
Zámecký park Karlova Koruna - domek služebnictva čp. 10
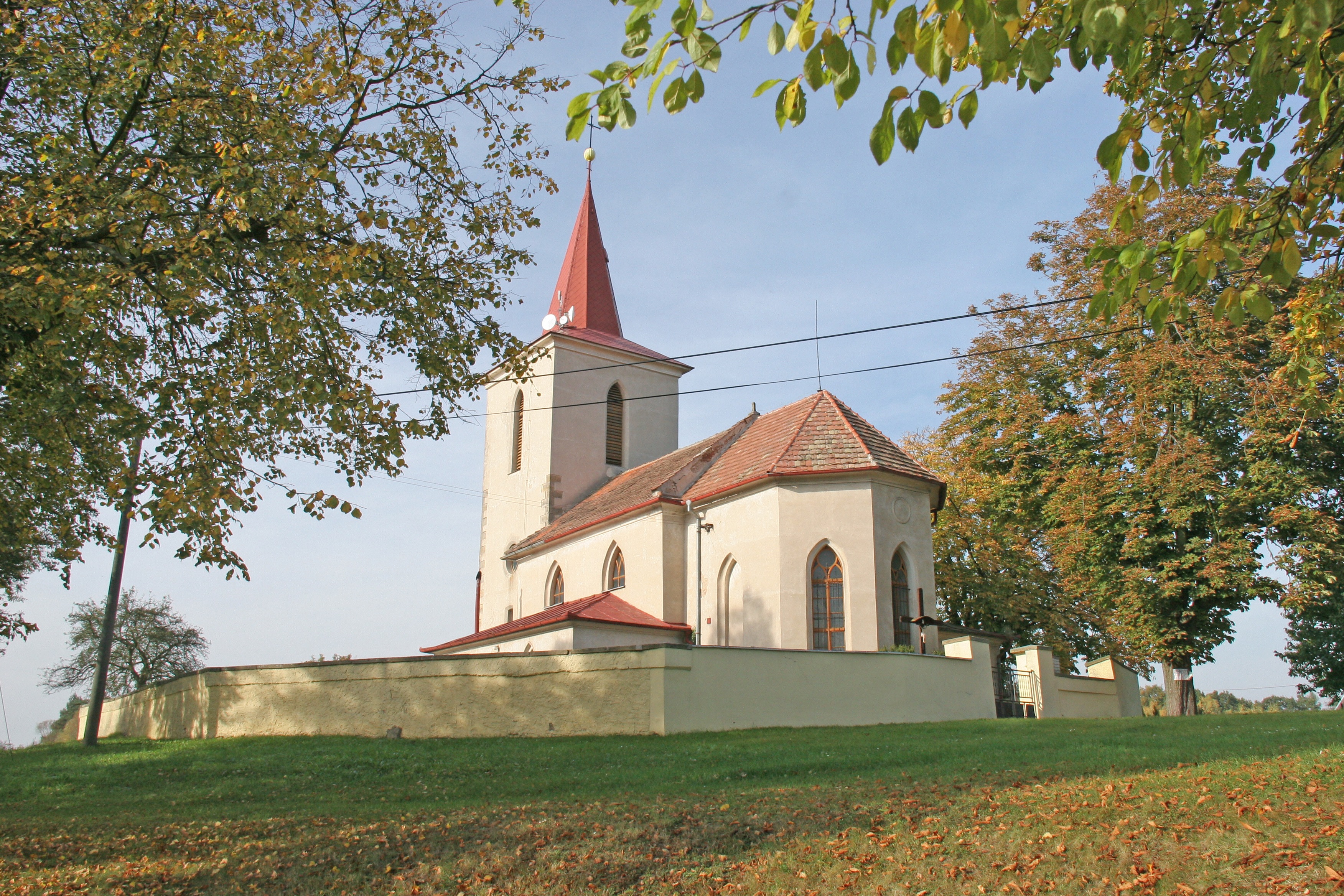
Kostel svatého Jana Křtitele, Vlkov nad Lesy
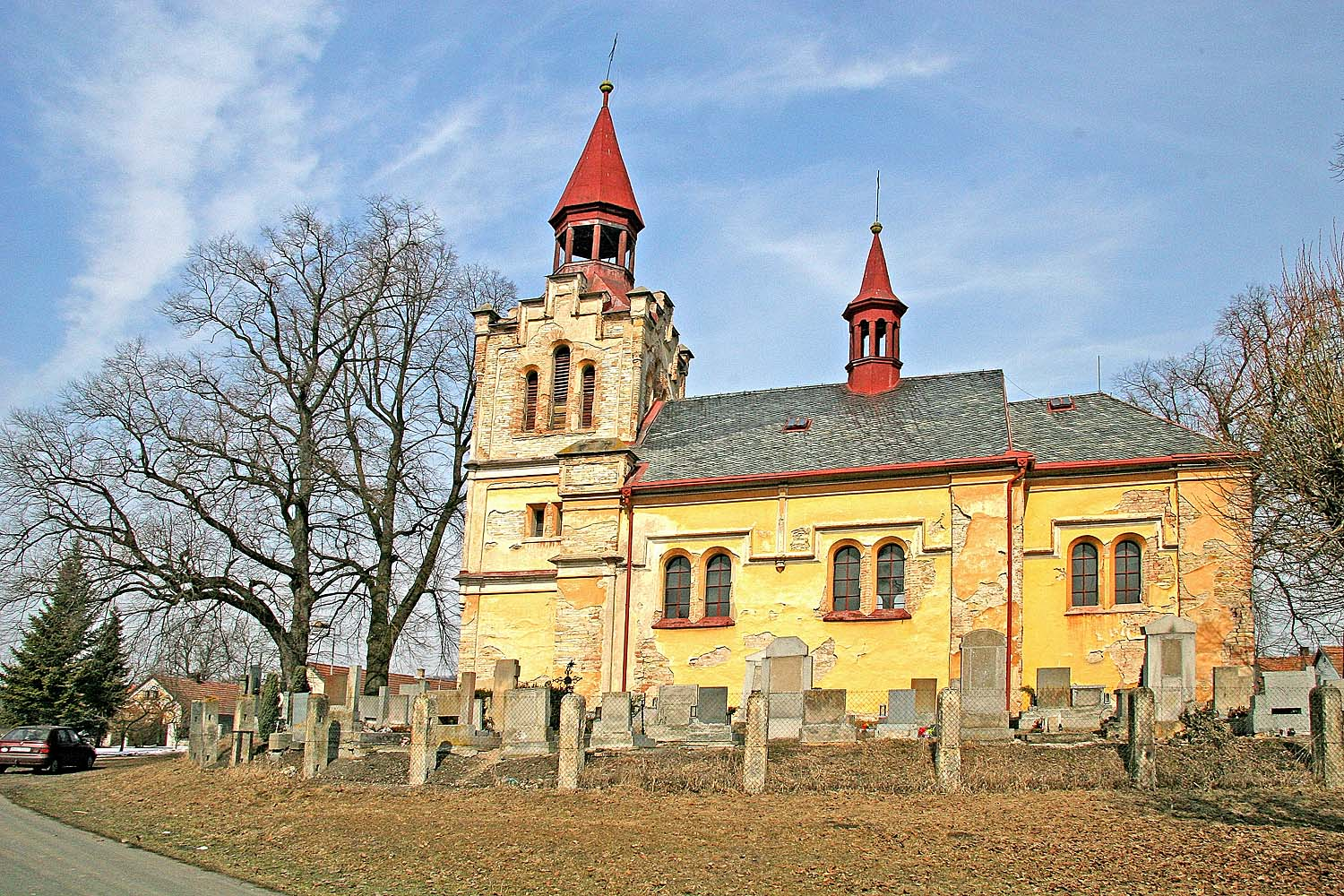
Kostel Narození Panny Marie, Choťovice
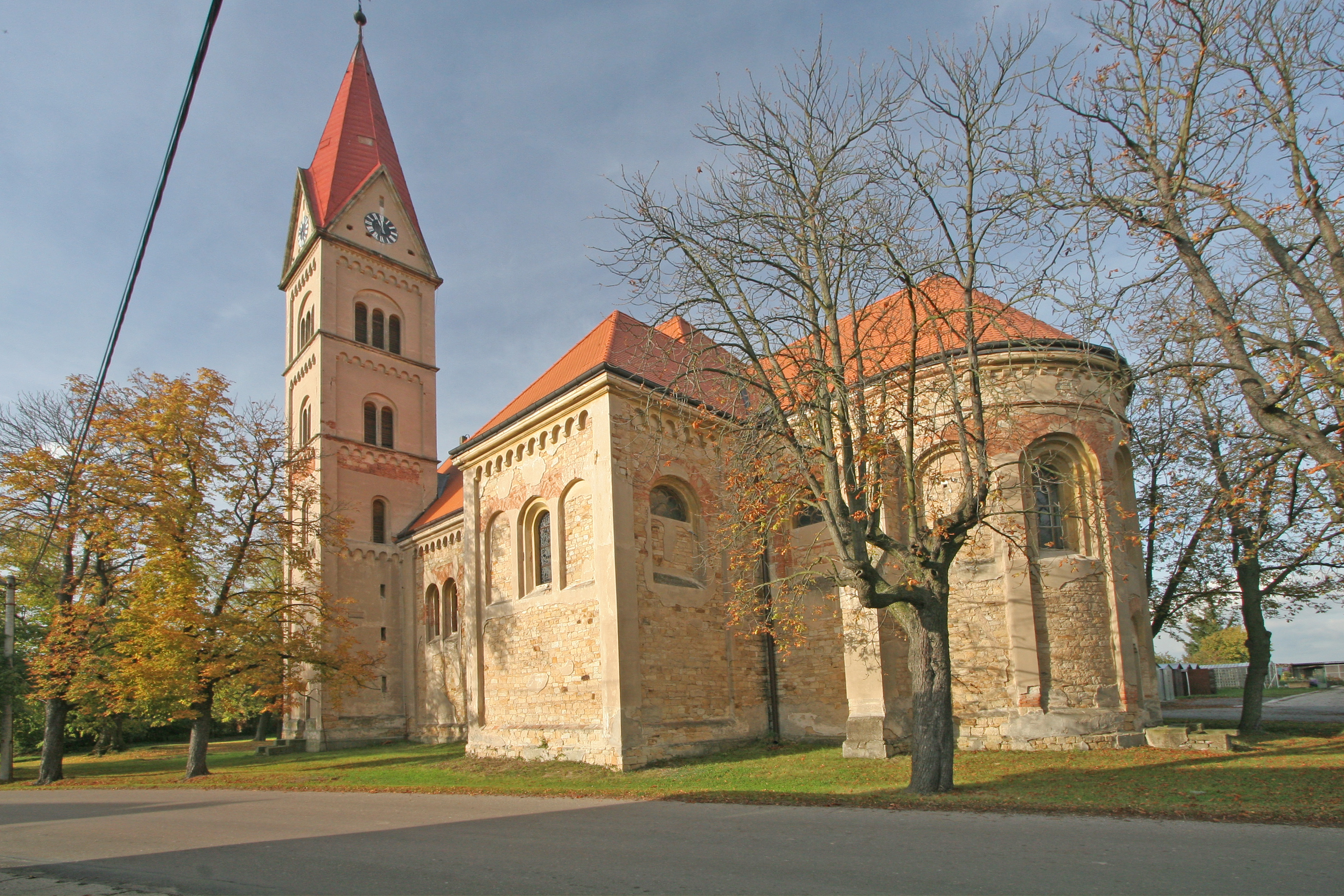
Kostel sv. Petra a Pavla, Babice
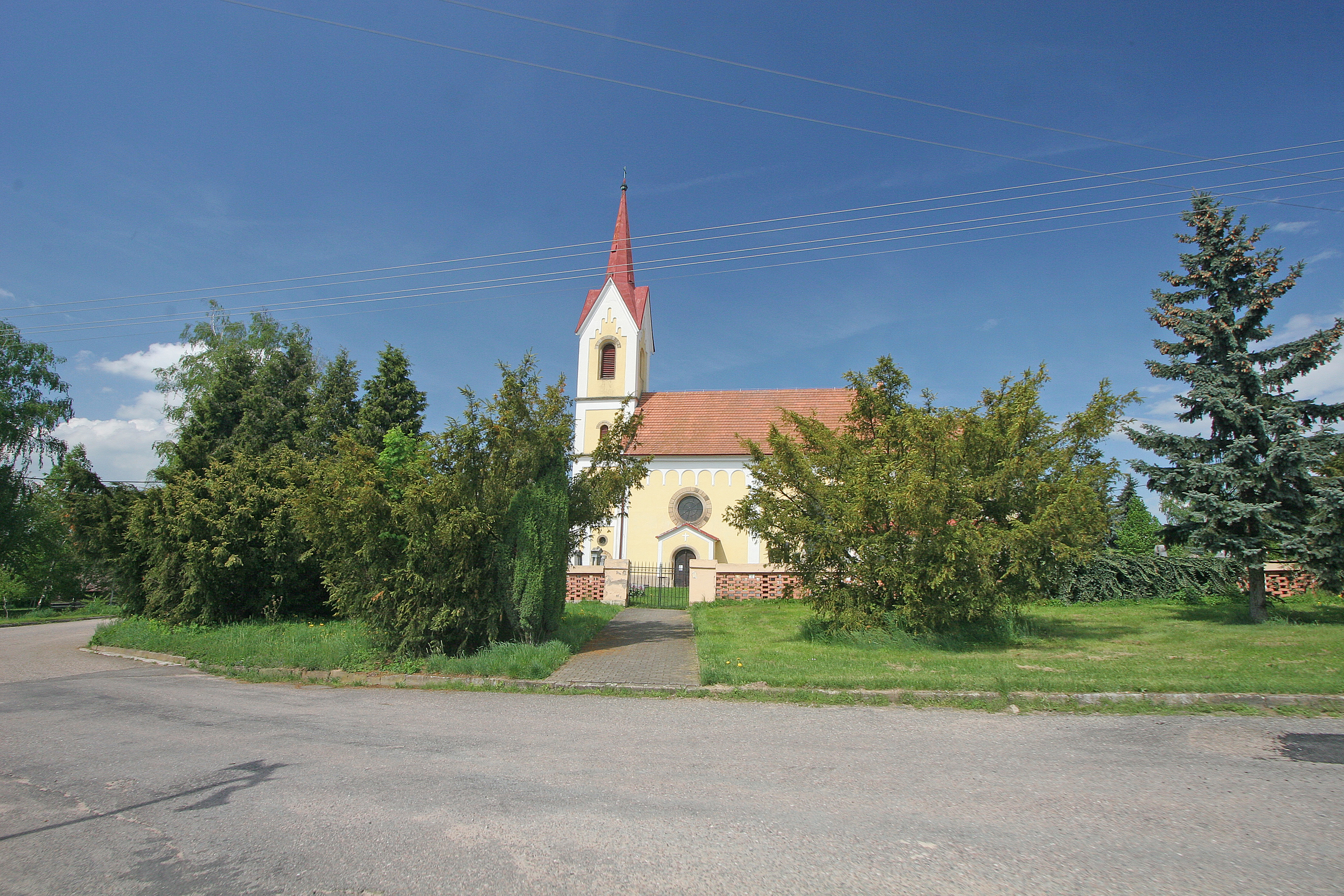
Kostel sv. Filipa a Jakuba, Mlékosrby